# Sándor Konrád
Sándor Konrád, né le 25 août 1940 à Budapest , est un joueur de water-polo hongrois. Il est le frère des joueurs de water-polo Ferenc Konrád et János Konrád.

## Carrière
Joueur de l'équipe de Hongrie de water-polo masculin de 1961 à 1969 (27 sélections), il est sacré champion d'Europe en 1962. En club, il évolue au BVSC de 1956 à 1967 puis à l'OSC de 1967 à 1974. Il remporte sept titres de champion de Hongrie et la Coupe d'Europe des clubs champions en 1973.